# いじめ防止対策推進法
いじめ防止対策推進法（いじめぼうしたいさくすいしんほう、平成25年6月28日法律第71号）は、いじめ防止対策の推進に関する日本の法律である。
2013年（平成25年）6月28日に公布された。

## 主務官庁
主所管
- 文部科学省初等中等教育局児童生徒課

連携
- 文部科学省高等教育局私学行政課
- こども家庭庁支援局総務課
- こども家庭庁支援局虐待防止対策課
- こども家庭庁成育局安全対策課
- 法務省人権擁護局人権啓発課

## 概要
いじめへの対応と防止について学校や行政等の責務を規定している。
2011年に学校側がいじめはなかったとして隠蔽や責任逃れをしたことが原因で起こった大津いじめ自殺事件が2012年に発覚したことで、大きくマスコミに取り上げられたことがきっかけとなった。2013年6月28日に与野党の議員立法によって国会で可決成立し、同年9月28日に施行された。

## 内容

### いじめの定義
「いじめ」を「児童生徒に対して、当該児童生徒が在籍する学校（小学校、中学校、義務教育学校、高等学校、中等教育学校及び幼稚部を除く特別支援学校）に在籍している等当該児童生徒と一定の人的関係にある他の児童生徒が行う心理的又は物理的な影響を与える行為（インターネットを通じて行われるものを含む。）であって、当該行為の対象となった児童生徒が心身の苦痛を感じているもの」と定義し、基準を「他の児童生徒が行う心理的又は物理的な影響を与える行為」により「対象生徒が心身の苦痛を感じているもの」と明確にした。

### 学校の対処方法の明確化
- 学校の設置者及び学校が講ずべき基本的施策として

1. 道徳教育等の充実
2. 早期発見のための措置
3. 相談体制の整備
4. インターネットを通じて行われるいじめに対する対策の推進を定めるとともに、国及び地方公共団体が講ずべき基本的施策として
5. いじめの防止等の対策に従事する人材の確保等
6. 調査研究の推進
7. 啓発活動について定めること。

- 学校は、いじめの防止等に関する措置を実効的に行うため、複数の教職員、心理、福祉等の専門家その他の関係者により構成される組織を置くこと。
- 個別のいじめに対して学校が講ずべき措置として

1. いじめの事実確認
2. いじめを受けた児童生徒又はその保護者に対する支援
3. いじめを行った児童生徒に対する指導又はその保護者に対する助言について定めると伴に、いじめが犯罪行為として取り扱われるべきものであると認めるときの所轄警察署との連携について定めること。また、いじめられている児童生徒の生命又は身体の安全が脅かされているような場合[4]ただちに警察に通報すること。

- 懲戒、出席停止制度の適切な運用等その他いじめの防止等に関する措置を定めること。

### 具体的な対処内容
- いじめを受けた児童・生徒が安心して教育を受けられるよう、いじめを行った側の児童・生徒は別の教室で授業を受けさせる
- 児童・生徒がけがをしたり長期間欠席することを余儀なくされたりするなど重大な被害が起きた場合には、学校が調査を行い事実関係を保護者らに伝えることを義務づけている。
- いじめが起きた場合には、学校がカウンセラーの協力を得ながらいじめを受けた児童・生徒を継続的に支援する

### 重大事態への対処の指針
重大事案の定義
- いじめにより当該学校に在籍する児童等の生命、心身又は財産に重大な被害が生じた疑いがあると認めるとき。
- いじめにより当該学校に在籍する児童等が相当の期間学校を欠席することを余儀なくされている疑いがあると認めるとき。

1. 学校の設置者又はその設置する学校は、重大事態に対処し、及び同種の事態の発生の防止に資するため、速やかに、適切な方法により事実関係を明確にするための調査を行うものとすること。
2. 学校の設置者又はその設置する学校は、1の調査を行ったときは、当該調査に係るいじめを受けた児童生徒及びその保護者に対し、必要な情報を適切に提供するものとすること。
3. 地方公共団体の長等に対する重大事態が発生した旨の報告、地方公共団体の長等による1の調査の再調査、再調査の結果を踏まえて措置を講ずること等について定めること。